# Нунен, Томас
Томас Нунен (англ. Thomas Schaub Noonan; 20 января 1938 — 15 июня 2001) — известный американский учёный, историк, славист, антрополог, специалист по ранней истории Руси и культуре евразийских кочевников.
В течение ряда лет был профессором Миннесотского университета в США. Один из ведущих авторитетов по развитию связей Киевской Руси и Хазарского каганата.
Является автором большого количества работ по экономической истории ранней Руси, Скандинавии и Хазарии.
Известный коллекционер, Томас Нунен много лет на базе собранной им нумизматической коллекции изучал вопросы экономических и социальных связей Востока и Руси.
Принимал активное участие в проведении международных конференций, симпозиумов и встреч по вопросам истории Руси и Хазарии. Так, выступил с докладом «О международных торговых связях Хазарского каганата» на Первой международной конференции по проблемам изучения истории хазар, состоявшейся 24—28 мая 1999 в Иерусалиме.
Крупный специалист по истории средних веков, он воспитал многих ученых и ведущих историков мира, в частности, Романа Ковалева и Герта Рисплинга.
Умер от рака в 2001, не закончив свой итоговый труд «Dirham Hoards from Medieval Western Eurasia, c.700 — c.1000».

## Избранная библиография по истории Руси
- Noonan, Thomas S. The Nature of Medieval Russian-Estonian Relations, 850—1015 (1974).
- Noonan, Thomas S. Medieval Russia, the Mongols, and the West: Novgorod’s relations with the Baltic, 1100—1350 (1975).
- Noonan, Thomas S. Fifty Years of Soviet Scholarship on Kievan History: A Revent Soviet Assessment (1980).
- Noonan, Thomas S. The Circulation of Byzantine Coins in Kievan Rus (1980).
- Noonan, Thomas S. «Russia’s Eastern Trade, 1150—1350: The Archaeological Evidence.» Archivum Eurasiae Medii Aevi 3 (1983): 201—264.
- Noonan, Thomas Schaub. «When Did Rus/Rus' Merchants First Visit Khazaria and Baghdad?» Archivum Eurasiae Medii Aevi 7 (1987—1991): 213—219.
- Noonan, Thomas S. The Islamic World, Russia and the Vikings. Variorium, 1998.

## Избранная библиография по истории Хазарии
- Noonan, Thomas S. «Did the Khazars Possess a Monetary Economy? An Analysis of the Numismatic Evidence.» Archivum Eurasiae Medii Aevi 2 (1982): 219—267.
- Noonan, Thomas S. «What Does Historical Numismatics Suggest About the History of Khazaria in the Ninth Century?» Archivum Eurasiae Medii Aevi 3 (1983): 265—281.
- Noonan, Thomas S. «Why Dirhams First Reached Russia: The Role of Arab-Khazar Relations in the Development of the Earliest Islamic Trade with Eastern Europe.» Archivum Eurasiae Medii Aevi 4 (1984): 151—282.
- Noonan, Thomas S. «Khazaria as an Intermediary between Islam and Eastern Europe in the Second Half of the Ninth Century: The Numismatic Perspective.» Archivum Eurasiae Medii Aevi 5 (1985): 179—204.
- Noonan, Thomas S. «Byzantium and the Khazars: a special relationship?» Byzantine Diplomacy: Papers from the Twenty-fourth Spring Symposium of Byzantine Studies, Cambridge, March 1990, ed. Jonathan Shepard and Simon Franklin, pp. 109—132. Aldershot, England: Variorium, 1992.
- Noonan, Thomas S. «What Can Archaeology Tell Us About the Economy of Khazaria?» The Archaeology of the Steppes: Methods and Strategies — Papers from the International Symposium held in Naples 9-12 November 1992, ed. Bruno Genito, pp. 331—345. Napoli, Italy: Istituto Universitario Orientale, 1994.
- Noonan, Thomas S. «The Khazar Economy.» Archivum Eurasiae Medii Aevi 9 (1995—1997): 253—318.
- Noonan, Thomas S. «The Khazar-Byzantine World of the Crimea in the Early Middle Ages: The Religious Dimension.» Archivum Eurasiae Medii Aevi 10 (1998—1999): 207—230.
- Noonan, Thomas S. «Les Khazars et le commerce oriental.» Les Échanges au Moyen Age: Justinien, Mahomet, Charlemagne: trois empires dans l'économie médiévale, pp. 82-85. Dijon: Editions Faton S.A., 2000.
- Noonan, Thomas S. «The Khazar Qaghanate and its Impact on the Early Rus' State: The translatio imperii from Itil to Kiev.» Nomads in the Sedentary World, eds. Anatoly Khazanov and André Wink, pp. 76-102. Richmond, England: Curzon Press, 2001.